# Лубумбаши
Лубумбаши (фр. Ville de Lubumbashi) је трећи по величини град у Демократској Републици Конго,  после Киншасе и Мбуџи Маји. Налази се на југоистоку земље близу границе са Замбијом. Лубумбаши је главни град покрајине Катанга. 
По подацима из 2003. Лубумбаши има 1.113.352 становника.
До 1966. град се звао Елизабетвил (Élisabethville). Садашње име је добио по оближњој реци. 

## Географија
Лубумбаши је смештен на око 1000 m изнад нивоа мора. Поред града протиче и извире река Кауфе која већим делом пролази кроз Замбију где се и улива у Замбези.

## Историја
Град су основали Белгијанци 1910. као Елизабетвил. Касније град постаје водећи у рудној индустрији у региону.
Белгијанци су основали Елизабетвилски универзитет 1954 – 1955. године. Елизабетвил је био изабран за главни град сецесионистичке независне државе Катанга током крвавог Конгоанског грађанског рата 1960 – 1963. Моис Чомбе је прогласио Катангу независном у јулу 1960. Трупе Уједињених нација су разоружале снаге Катанге и заузеле град децембра 1961. године.
Мобуту Сесе Секо преузима власт и мења назив града Елизабетвил у Лубумбаши, а име провинције Катанга у Шаба. Током деведесетих град је захватило насиље које је довело до затварања многих фирми.
У периоду 1999—2003, скупштина ДР Конго је заседала у Лубумбашију.

## Привреда
Град је центар за дистрибуцију многих руда као што су бакар, кобалт, цинк, калај и угаљ. Железничким мрежама је добро повезан са другим градовима као што су Илебо, Кинду, Саканија и Колвези. Поред града се налази међународни аеродром Луано.
Поред рудне индустрије овде је развијена и текстилна индустрија, производња хране и пића, штампарског материјала и производња опеке.

## Култура
У граду се налазе католичке катедрале Светог Петра и Светог Павла, синагога и национални музеј који је опремљен колекцијама афричке уметности. Универзитет Лубумбаши је основан 1955. године.

## Партнерски градови
- Хакари